# Paradesmodora cephalata
Paradesmodora cephalata är en rundmaskart som beskrevs av Stekhoven 1950. Paradesmodora cephalata ingår i släktet Paradesmodora och familjen Desmodoridae. Inga underarter finns listade i Catalogue of Life.